# Anna Maksymenko
Anna Oleksandrivna Maksymenko, (en ukrainien : Анна Олександрівна Максименко) née le 11 juillet 2007 à Lviv, est une escrimeuse ukrainienne pratiquant l'épée. Talent précoce, no 1 mondiale junior à seulement 17 ans, elle gagne au même âge un premier tournoi de la Coupe du monde d'escrime senior et un premier titre international par équipes aux championnats d'Europe senior. 

## Carrière
Chez les juniors, catégorie englobant en principe des tireurs de 17 à 20 ans, elle prend part à une première compétition en 2021, à 14 ans. En 2023, elle monte sur le podium du championnat du monde junior, perdant en demi-finale contre Alicja Klasik. En 2024, elle gagne une étape de la coupe du monde junior, puis gagne quatre médailles d'or aux championnats d'Europe cadets et juniors, dans les deux catégories d'âge, en individuel et par équipes, puis le championnat d'Europe des moins de 23 ans, mais est éliminée dès le tableau de 64 du championnat du monde junior. Bien qu'elle défende avec succès son titre européen, elle échoue au même stade du championnat du monde 2025, mais ses deux victoires en coupe du monde cette saison lui garantissent la première place du classement mondial junior.
En 2025, elle surprend en gagnant son premier Grand Prix chez les seniors, à Budapest. Elle bat au premier tour du tableau final la Kenyane Alexandra Ndolo, de justesse (15-14), au second une jeune allemande du même âge qu'elle, Cagla Aytekin (15-10), l'athlète neutre Aizanat Murtazaeva au troisième tour (15-10), Hadley Husisian des États-Unis en quart (15-8), la Canadienne Leonora Mackinnon en demi (15-9) et en finale la vétéran italienne de 36 ans Giulia Rizzi (12-11). C'est une première médaille d'or pour l'Ukraine dans la catégorie depuis 2020, avec la victoire à Montréal d'Olha Kharlan.
La même saison, aux championnats d'Europe seniors, où elle est sélectionnée pour la première fois, elle ne dispute que l'épreuve par équipes (Dzhoan Feybi Bezhura lui ayant été préférée pour l'individuel) et se montre à l'aise dès la première rencontre gagnée aisément contre la modeste Finlande (45-24). Contre leur adversaire suivant, la Hongrie, son dernier passage au huitième relais permet à son équipe en difficulté de prendre une touche d'avance que les Ukrainiennes parviendront à garder jusqu'au bout (44-43). Puis, avec un indicateur personnel de +8, elle contribue à l'écrasante victoire de son équipe contre les championnes olympiques et no 1 mondiales italiennes (45-27) en demi-finale, avant d'enregistrer un nouvel indicateur très favorable de +7 au cours de la finale contre la Suisse, gagnée par l'Ukraine sur le score de 45 touches à 34. Elle décroche ainsi sa première médaille dans un grand championnat international, en gagnant dix de ses onze assauts et un match nul. 

## Palmarès
- Championnats d'Europe d'escrime
  -  Médaille d'or par équipes aux championnats d'Europe 2025 à Gênes

## Classement en fin de saison
| Année | 2024 | 2025 |
| ----- | ---- | ---- |
| Rang  | 322  | 23   |